# Gare de Privas
La gare de Privas est une gare ferroviaire française, fermée et disparue, de la ligne du Pouzin à Privas. Elle était située dans le quartier de la Recluse, à Privas dans le département de l'Ardèche. 
Elle est mise en service en 1862 par la Compagnie des chemins de fer de Paris à Lyon et à la Méditerranée (PLM) lorsqu'elle ouvre à l'exploitation sa ligne de Livron à Privas. Plus tard elle devient une gare de la Société nationale des chemins de fer français (SNCF) avant la fermeture de la gare à tout trafic en 1989.

## Situation ferroviaire
Établie à 291 mètres d'altitude, la gare terminus de Privas était située au point kilométrique (PK) 661,674 de la ligne du Pouzin à Privas, entre la gare de Saint-Priest et la fin de la ligne.

## Histoire
La gare de Privas est construite dans le quartier de la Recluse par la Compagnie des chemins de fer de Paris à Lyon et à la Méditerranée. Les installations de la station sont achevées lorsque la compagnie met en service sa nouvelle ligne avec l'ouverture du service des marchandises le 17 février 1862. Le service des voyageurs est ouvert le 1er mars de cette même année.
La gare est fermée au service voyageurs en décembre 1938.
La section terminale de la ligne, du pk 640,962 au pk 658,900, comprenant la gare de Privas, est déclassée le 10 novembre 1989 et les rails y sont déposés en 1991 et en 2005. La gare est détruite à une date indéterminée, mais, en juin 2007, le site n'est plus qu'un terre-plein vide de toutes traces des anciennes emprises ferroviaires.